# 斯塔福德 (紐約州)
斯塔福德（英語：Stafford）是一個位於美國紐約州傑納西縣的鎮。

## 人口
根據2020年美國人口普查的數據，斯塔福德的面積為81.01平方千米，當中陸地面積為80.54平方千米，而水域面積為0.46平方千米。當地共有人口2424人，而人口密度為每平方千米30人。